# Lacon modestus
Lacon modestus är en skalbaggsart som först beskrevs av Jean Baptiste Boisduval 1835.  Lacon modestus ingår i släktet Lacon och familjen knäppare. Inga underarter finns listade i Catalogue of Life.